# Anna Malec
Anna Malec (ur. 6 września 1910, zm. 1 lutego 1991) – śpiewaczka ludowa z regionu biłgorajskiego, zamieszkała w Jędrzejówce.

## Życiorys
Była znaną w regionie wykonawczynią pieśni ludowych. Pamiętała kilkaset pieśni przekazanych w tradycji ustnej, tworzyła także własne teksty i pieśni. Śpiewała pieśni polne, weselne, przyśpiewki, a także religijne z dawnych kantyczek. Miała wyróżniający się mocny głos o jasnej i nasyconej barwie.
Słynna stała się pieśń Piejo kury, piejo wykonana przez Annę Malec na Festiwalu w Kazimierzu a nagrana przez Polskie Radio. Wykorzystał ją jako źródło archiwalne Grzegorz Ciechowski na płycie „OjDADAna”, co przyczyniło się do jej sławy, ale również stało się źródłem dyskusji i kontrowersji.
Etnografowie prowadzili dokumentację jej pieśni od 1946 r. Istnieje wiele zapisów nagrań pieśni Anny Malcowej w archiwum Polskiego Radia, Instytutu Sztuki PAN (nagrania Sobieskich oraz Piotra Dahliga), a także w europejskim archiwum internetowym Europeana.
Była laureatką I Nagrody Festiwalu Kapel i Śpiewaków Ludowych w Kazimierzu nad Wisłą w latach 1969 oraz 1972, otrzymała Nagrodę im. Oskara Kolberga w roku 1983.

## Dyskografia
nagrania Anny Malec w następujących kompilacjach
- 1976 – Grajcie dudy, grajcie basy – LP Muza (nr 52)[6]
- 1980 – Polskie kapele ludowe – LP Pronit
- 1993 – Pologne: Chansons et danses populaires – Poland: Folk Songs and Dances – CD VDE (nr 8-10)[7]
- 1997 – Lubelskie – CD Polskie Radio RCKL (nr 1, 14, 31 – 33)[8]
- 2009 – Early post-war – polish folk music recordings – IS PAN
- 2014 – Anna Malec i Kapela Braci Bździuchów – 2CD, Polskie Radio, Muzyka Źródeł vol. 28